# Ángel Modesto Paredes
Ángel Modesto Paredes Romero nació en Riobamba un 23 de marzo de 1896. Fue un sociólogo, filósofo e internacionalista de Ecuador. Destacó en la primera mitad del siglo XX como uno de los intelectuales más importantes de Ecuador y el máximo exponente del positivismo en este país. Esto entendido tanto como positivismo jurídico, que desarrolló en sus escritos de derecho civil e internacional, dentro del cual destaca su tratado "Teoría general del Derecho Civil Internacional". Por otro lado también desarrolló el positivismo en la sociología a través del biologicismo y el análisis de su impacto en la sociedad. Su obra más importante en este sentido es "La conciencia social". 

## Reseña biográfica
Sus padres fueron Alejandro Paredes Pérez y María Romero Gallegos, ambos nativos de Riobamba. Tenía tres hermanos y era el tercero de cuatro. Su hermano menor fue Ricardo Paredes Romero, político importante en la primera mitad del siglo XX. Tuvo problemas de visión desde muy pequeño por la miopía lo que causó que use lentes muy grandes desde la infancia. Estudió en el colegio salesiano de Santo Tomás donde demostró que era un excelente estudiante. Esto sucedió poco tiempo después de que haya quedado huérfano de su padre, lo que marcaría su vida. Empezó la secundaria cuando tenía 12 años en 1908, en el colegio San Felipe de Neri, de los jesuitas. Se graduó de bachiller en Filosofía en 1914, y después empezó a estudiar Derecho en la Universidad Central. Como consecuencia de esto se trasladaría a la ciudad de Quito para vivir.  
El 9 de julio de 1920 se graduó de Abogado. Dos años después fue designado Secretario Relator de la Corte Superior de Justicia del Chimborazo. Posteriormente ocupó el cargo de Fiscal del Juzgado Primero de Letras de Riobamba.  

### La fundación de la sociología
Apenas cuatro años después de graduarse en 1924 publicaría su obra titulada “Sociología General aplicada a las condiciones de América”. Esto llamaría la atención sobre sí como una persona inteligente y creativa, con lo que daría empezado su exitosa carrera en la filosofía y sociología. Fue además, uno de los gestores del primer grupo socialista de Chimborazo. Después sería uno de los fundadores del partido socialista de en 1926. Su posición política se direccionaria desde entonces hacia un liberalismo jurídico, donde defendería los principios de derecho internacional y una preocupación por la sociedad tomando como referencia los escritos de Herbert Spencer.Tres años después de publicar su primer libro, editaría su obra más importante "La conciencia social" donde sistematizaría su teoría acerca de la sociología, la metodología que debía seguir y su posición frente al resto de ciencias sociales. Esto le ayudaría a continuar desarrollando su carrera en la academia por lo que dos años más tarde sería nombrado como profesor titular de la Universidad y después Decano. 

### El Instituto de Derecho Internacional
Después de sus primeras publicaciones de carácter sociológico empezaría a desarrollar la otra rama de su pensamiento que giraría alrededor del derecho internacional. Sería pues en la década del treinta cuando publicaría su obra más importante de derecho titulada “Teoría General del Derecho Civil Internacional” que se editaría en tres tomos. El primero en 1930, el segundo en 1933 y el tercero un año después. Esto impulsaría aún más su carrera ahora no solo en el ámbito sociológico sino también en el jurídico lo que le ayudaría a ser designado más tarde por parte de las Naciones Unidas para conformar la Alta Comisión de Derecho Internacional, junto a un equipo de veinte y cuatro juristas de todo el mundo. Esto le permitió participar en la codificación de numerosas leyes internacionales.
En la década de los cuarenta formaría parte del grupo de fundadores de la Casa de la Cultura Ecuatoriana. En el ámbito de derecho internacional se enfocó siempre en que los países pequeños cooperen entre sí para poder defenderse de aquellos que toman ventaja de su situación. Durante estos años publicaría “El Nuevo Derecho Internacional y las bases de Paz en América”, una publicación sobre la reunión realizada en La Habana. Además publicaría la “La Carta de las Naciones Unidas” relacionado con la publicación homónima de este organismo internacional.En 1947 junto a Miguel Ángel Zambrano Orejuela fundarían el Instituto de Derecho Internacional, que se convertiría posteriormente en la Escuela de Ciencias Internacionales de la Universidad Central donde había sido profesor titular y decano. Sería director de este instituto hasta 1959. 

### Su carrera durante la posguerra
Modesto Paredes viajaría en algunas ocasiones a Europa para lo cual escribiría libros anotando su experiencia personal en los viajes que se publicarían bajo el título de "De mis notas de viaje", así como su influyente publicación titulada "Europa atormentada" lo que consistía en una interpretación sociológica del estado del viejo continente. De esta forma no solo había fundado metodológicamente la sociología sino que la ponía ahora en práctica con resultados exitosos. También publicaría análisis sociológicos sobre Latinoamérica que se concentrarían en el libro “Sociología Americana” con el subtítulo de "dos bocetos republicanos" que se dividía a su vez en dos partes, la primera enfocada en Cuba llamado Años de Esperanza, la Isla radiante y el segundo con el título del País Azteca, en referencia a México.

### Trabajo en las Naciones Unidas
Posterior a esto las Naciones Unidas le designarían como parte de la Alta Comisión de Derecho Internacional, que a su vez estaba formada por veinte y cuatro juristas. De ellos solamente cuatro eran latinoamericanos, Paredes siendo uno de ellos. Esto habría ocurrido después de que represente a Ecuador en la XI Conferencia Interamericana, lo que ya consolidaba el éxito de su carrera a nivel internacional. Después sería designado Ministro Juez de la Corte Suprema de Justicia e ingresaría en la Sociedad Jurídico Literaria.

### Últimos años
Su salud siempre fue buena, aunque era diabético por lo que de vez en cuando sufría de una elevada presión arterial. A principios de julio del año de 1974 sufrió una pleuresía. Inicialmente logró resistir esta enfermedad pero después sufriría una embolia cerebral lo que causaría su muerte el 2 de agosto de 1974 cuando tenía ochenta años. Fue una persona reconocida en vida, logrando éxito en lo académico y jurídico. Sería condecorado post mortem por la Universidad Central, su alma mater y donde sería Decano. 

## Análisis de su obra

### Positivismo
Modesto Paredes es considerado como uno de los representantes más importantes del positivismo en Ecuador. Su pensamiento fue recogido en los libros de la Biblioteca Básica de Pensamiento Ecuatoriano donde se desarrolla su filosofía e influencias. El objeto de la sociología, según criterio de Paredes fue sintetizado en su libro "La conciencia social" en 1927 y define la disciplina como el estudio de "lo social" apoyada en "la vehemente afirmación de que los hechos sociales deben ser tratados como cosas". Al afirmar esto, Paredes estaba haciendo una crítica de Durkheim a partir de los escritos de otro sociólogo francés: Gabriel Tarde. Sin embargo, su positivismo no siguió la influencia francesa, marcada por Comte, sino que bebía de Spencer, según Paredes: la fuente primordial y única de la sociología es el individuo, "de él proceden las necesidades, las tendencias, y los impulsos, en su interior se organizan los actos públicos."Este positivismo le hacía afirmar a Paredes que la sociología era la heredera de la antigua filosofía y debía dedicarse a responder las preguntas que tradicionalmente habían motivado esta anterior disciplina tanto en su altura, en extensión y en profundidad, según su ensayo "El Porvenir de la Filosofía y los Métodos Sociológicos".
La tesis defendida explícitamente es la siguiente:

La Sociología ocupa en la cultura intelectual de esta hora, el puesto antes asignado a la Filosofía; de manera que puede decirse que la ha desplazado y la ha sustituido.
Modesto Paredes

Sin embargo, a pesar del liberalismo subyacente en el individualismo spenceriano que seguía metodológicamente Paredes, debido en parte al momento en el que escribió, su simpatía política por las ideas socialistas y utópicas influyeron bastante en sus escritos. El intento de conciliar su ontología positivista con su ética socialista marcaron el desarrollo de su obra.
Paredes desarrolló su teoría ya sea coincidiendo o criticando a cuatro autores principales: Comte, Spencer, Worms, o a Durkheim. Su teoría se caracteriza tanto por su biologismo organicista, siguiendo a Spencer y su psicologismo en el que basa su individualismo metodológico:

Veía la sociedad como un organismo social que evoluciona a través de la herencia social, basándose en energías vitales que funcionan según principios definidos. Para él, el paso más relevante a estudiar era comprender cómo lo psíquico se convertía en lo social. En este punto fue más allá de la solución aportada por el mismo Spencer –el lenguaje– y profundizó la revisión de Tarde para precisar la idea de la imitación e innovación. Paredes defendió el individualismo de Spencer, pues consideraba que la sociedad comenzaba con individuos que se agrupan por simpatía y para adaptarse mejor a un entorno común.
Los últimos spencerianos, Hacia un canon de la primera sociología ecuatoriana

### Recepción
En 1945, el sociólogo Alfredo Poviña le nombró como uno de los más importantes sociólogos de Sudamérica, perteneciendo a lo que se conocería en ese momento como la corriente biométrica de la escuela Antropomoracial.  Esta busca explicar la vida de los grupos sociales como obra exclusiva de la herencia.
Su libro "La Conciencia Social" fue considerado internacionalmente como el representante de la sociología ecuatoriana. Fue criticado por Guillaume-Léonce Duprat quien fuera editor de la Revue Internationale de Sociologie (Revista internacional de Sociología) y que había sido fundada por René Worms. Duprat publicaría una reseña del libro que consideraba que se adentraba más en la psicología que en la sociología (por su marcado individualismo metodológico psicologista). Consideró que la obra de Paredes se encontraba a medio camino entre Durkheim y Tarde. Y en definitiva mucho más cercano a los escritos de René Worms.
Años más tarde en 1981 la Corporación Editora Nacional, recopilaría las publicaciones de Paredes para que forme parte de la Colección Pensamiento Básico Ecuatoriano. Se le dedicaría el volumen 6 con enfoque en el Pensamiento Sociológico. Se haría además un estudio introductorio a cargo de Dr. Rafael Quintero López.

## Listado de publicaciones

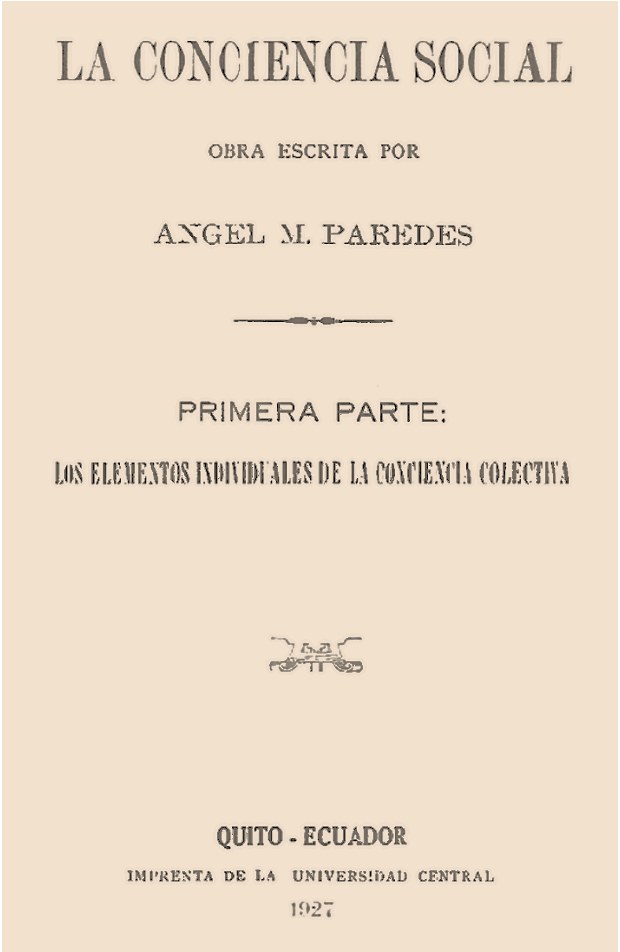
La conciencia social

Su obra es muy amplia y es considerada parte de los autores clásicos de Ecuador. Su obra más importante en derecho es su "Teoría General del Derecho Civil Internacional", un tratado en tres tomos que publicó en 1931. Esto a su vez fue complementado con su "Manual de Derecho Internacional Público" que publicaría dos décadas más tarde. Por otro lado, su obra sociológica es amplia y destacan tres libros publicados en el inicio de su carrera: "La conciencia social" probablemente su libro más conocido y su aporte principal a la sociología, "Sociología General aplicada a las condiciones de América" que consta de dos tomos y es una aplicación del desarrollo del positivismo a América y por último la "Naturaleza del Poder Público" que desarrolla las relaciones políticas entre los individuos con el poder.

### Derecho
- Estudios de Derecho Internacional Público, (1926) 23 pp.
- Informe acerca de la conveniencia de ratificar la Convención de Derecho Internacional Privado, (1930) 130 pp.
- Teoría general del Derecho Civil Internacional, tres tomos, (1931) 1195 pp.
- El nuevo derecho internacional y las bases de la paz en América, (1945) 166 pp.
- La carta de las Naciones Unidas, (1946) 277 pp.
- Manual de Derecho Internacional Público (1951) 390 pp.
- El dominio de las naciones sobre el mar (1957) 51pp.

### Sociología
- La conciencia social, (1927) 527 pp.

- Sociología General aplicada a las condiciones de América, dos tomos, (1924) 888 pp.
- Naturaleza del Poder Público y sometimiento del Hombre a las autoridades del país, (1929)  423 pp.
- Caracteres de la herencia bio – psicológica, (1930) 79 pp.
- Biología de las clases sociales (1954), 181 pp.
- Sociología Americana, dos bocetos republicanos, (1953) 238 pp.
- Problemas Etnológicos Indoamericanos, (1947) 214 pp.
- Los resultados sociales de la herencia, (1935) 459 pp.
- Los nuevos signos de la Cultura en el mundo de la postguerra. Destino de Iberoamérica, (1943) 297 pp.
- Estudio sobre la clase media en el Ecuador, (1949) 13 pp.
- Perfiles de dos ciudades, (1950) 149 pp.
- La Europa atormentada, una interpretación sociológica, (1951) 380 pp.
- El Alma de Provenza: Una biografía de la Edad Media y los Orígenes de las Instituciones de Occidente, (1957) 255 pp.

### Diarios de viaje
- De mis notas de viaje, (1955) 484 pp.
- Estampas de vacaciones, (1972) 233 pp.

## Distinciones
A fines del 44 fue condecorado por el Velasco Ibarra con la Orden Nacional al Mérito, el ministro de Relaciones Exteriores le llamó de Consultor Jurídico con libre ejercicio profesional.
Es considerado como uno de los mayores sociólogos de Ecuador, junto a Luis Bossano y a Belisario Quevedo, quienes conforman el canon de los sociólogos positivistas spencerianos de ese país.